# Xyris graminosa
Xyris graminosa är en gräsväxtart som beskrevs av Johann Baptist Emanuel Pohl och Carl Friedrich Philipp von Martius. Xyris graminosa ingår i släktet Xyris och familjen Xyridaceae. Inga underarter finns listade i Catalogue of Life.